# Reserva estratégica
Uma reserva estratégica é a reserva de uma mercadoria ou itens que é retida do uso normal por governos, organizações ou empresas em busca de uma estratégia específica ou para lidar com eventos inesperados.
Um documento emitido pelo Departamento de Defesa dos EUA em 2005 define uma reserva estratégica da seguinte forma: "Uma força de reforço externa que não é comprometida antecipadamente com um Comando Subordinado Principal específico, mas que pode ser destacada para qualquer região para uma missão decidida na altura pelo Comandante Principal da NATO."
Existem vários projetos nacionais e internacionais que visam preservar a riqueza e a diversidade natural existentes em caso de extinção em massa ou de uma catástrofe global. A instalação do Svalbard Global Seed Vault, inaugurada em 2008, concentra-se na coleta de amostras duplicadas de sementes de plantas de todo o mundo e atualmente contém cerca de 1 milhão de amostras diferentes de sementes agrícolas. A capacidade final de armazenamento é estimada em 4,5 milhões de amostras de sementes. Outra instituição deste tipo, a Frozen Ark, concentra-se na preservação do ADN de espécies animais ameaçadas durante gerações.

## Tipos de reserva estratégica
Uma reserva estratégica pode ser:
- De natureza financeira, como financiamento específico ou reservas de capital de uma grande corporação.
- Uma mercadoria, como estoques de intervenção de alimentos ou gasolina (ver segurança de abastecimento e reservas estratégicas de petróleo)
- Máquinas específicas, como vagões ferroviários ou locomotivas a vapor, para serem usadas em situações de emergência.

Exemplos de reservas de commodities:
- Reservas estratégicas globais de petróleo
  - Reserva de óleo para aquecimento residencial do nordeste
- Reservas estratégicas de urânio
- Reserva Nacional de Hélio
- Reserva estratégica de cereais
- Reserva de ouro
- Reserva Estratégica Internacional da Federação dos Produtores de Xarope de Ácer de Quebec
- Reserva Estratégica Nacional – suprimentos médicos nos EUA

Certos países criam as suas próprias reservas estratégicas invulgares de alimentos ou produtos que mais valorizam, como algodão, manteiga, carne de porco, passas ou mesmo xarope de ácer.

### Reservas estratégicas de energia
"A reserva estratégica é um mecanismo de capacidade baseado no volume no qual uma capacidade estabelecida centralmente é mantida fora do mercado de eletricidade e só é utilizada se os participantes do mercado não oferecerem geração suficiente para satisfazer a procura a curto prazo."' '
A reserva estratégica também pode ser aplicada como um instrumento económico para estabilizar investimentos numa indústria específica e fornecer incentivo de investimento suficiente conforme descrito no exemplo a seguir. Desta vez, a reserva estratégica é definida como um conjunto de centrais elétricas ou contratos de procura interruptível, todos controlados pelo OST (operador do sistema de transmissão), que podem ser utilizados durante períodos de escassez temporária de energia elétrica. A reserva estratégica não significa necessariamente uma mudança na capacidade de geração disponível, o OST apenas assume o controlo de determinadas centrais ou até mesmo evita que algumas centrais sejam desativadas. A ativação de uma reserva estratégica deste tipo devido à escassez de volume de geração a preços acima dos custos variáveis das unidades de geração pode levar a um aumento do preço médio da eletricidade e, portanto, desencadear mais investimentos no sector da capacidade de geração, sendo que o principal objetivo de mercado da reserva estratégica consiste aqui em garantir um incentivo de investimento correspondente.